# Pseudosermyle tenuis
Pseudosermyle tenuis är en insektsart som beskrevs av Rehn, J.A.G. och Morgan Hebard 1909. Pseudosermyle tenuis ingår i släktet Pseudosermyle och familjen Diapheromeridae. Inga underarter finns listade i Catalogue of Life.